# Telefone por satélite

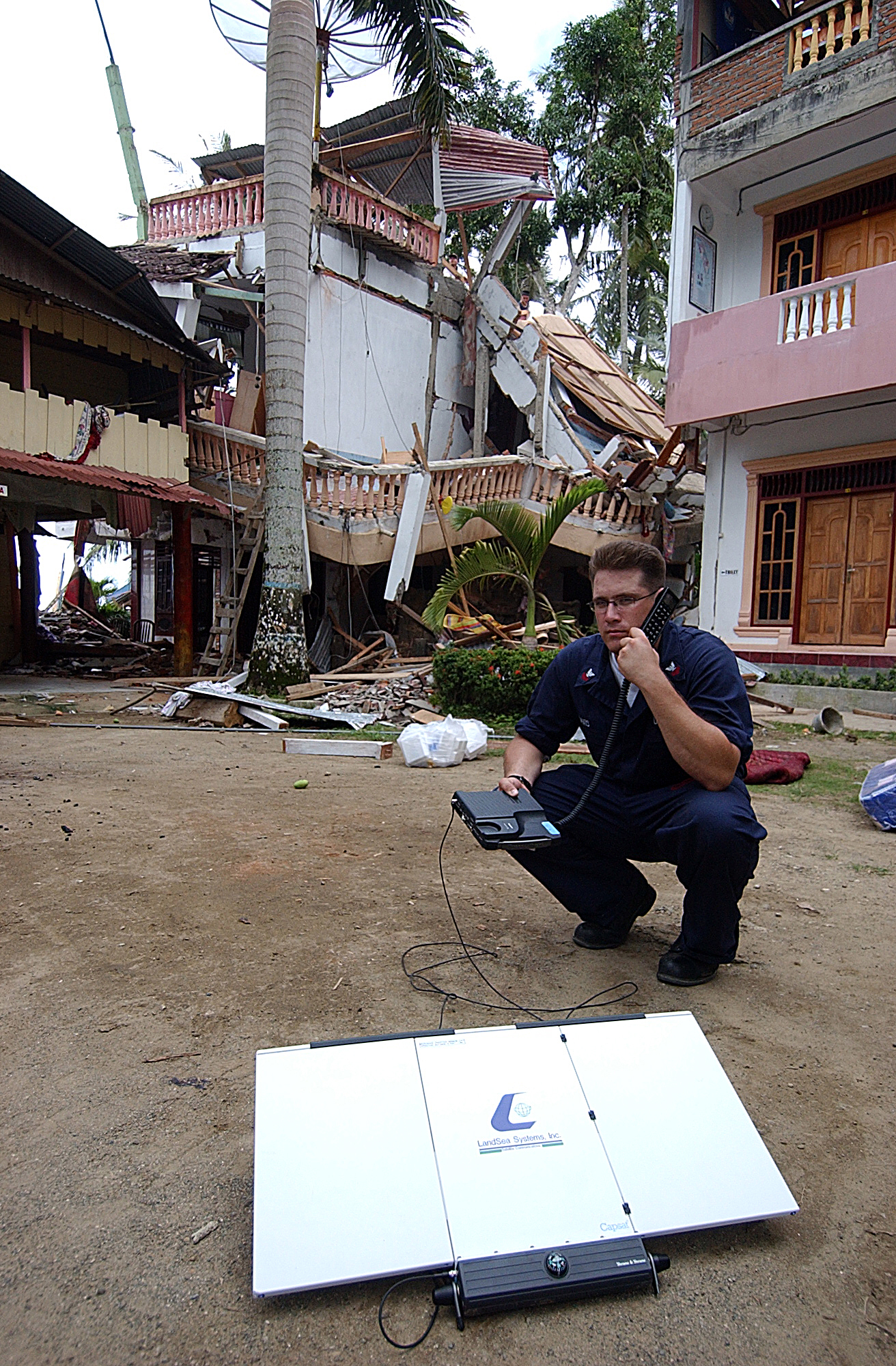
Telefone por satélite sendo usado em região de calamidade.

Um telefone por satélite é um tipo de telefone celular que se conecta diretamente aos satélites em órbita ao invés de estações radio base. A maioria deles dá suporte aos mesmos serviços básicos que um telefone celular comum (voz, SMS, e internet móvel).